# Бојана Марковић
Бојана Марковић (Сарајево,. 3. јул 1988) је српска новинарка.
Основну и средњу школу завршила је у Сокоцу. Године 2015. дипломирала на Филозофском факултету у Палама, одсјек журналистика, те стекла звање дипломирани новинар. Од 2016. године запослена као новинар у Инфо центру Соколац. Аутор збирке поезије Ишчашено перо. Добитник прве награде за фотографију „Дјеца“ на фото-конкурсу „Све боје Сокоца“ 2020. године.

## Поезија
Поезију је почела да пише у основној школи. У шестом разреду је добила прву награду републичког нивоа на школском конкурсу за дјечју пјесму. Своју поезију објављивала је на фејсбук страници "Ишчашено перо", где стиче бројне читатеље. Касније, уз дизајнирање стихова сликом, цртежом или осликавањем у стилу пјесничке теме, привлачи већи број млађих читалаца који прате њен рад.
Збирку  "Ишчашено перо" објављује у јуну 2021. године. У питању је збирка са 55 пјесма и пет кратких прича. Издавач књиге, која је објављена у 300 примјерака, је Креативна радионица Балкан.  Збирка носи овај необични назив јер пише лијевом руком о "ишчашеним стварима", што је помало неуобичајено. Теме њених пјесама различите су и своде се на то да забиљежи оно што у једном моменту осјећа.
Њено стваралаштво презентовано је у бројним часописима који промовишу писану ријеч и књижевно стваралаштво.

## Журналистика
Од 2016. године, као новинар "Инфо центра" Соколац, Бојана Марковић објавила је преко 1000 текстова различите тематике.